# Jenot
Jenot (Nyctereutes) – rodzaj ssaków z podrodziny Caninae w obrębie rodziny psowatych (Canidae).

## Rozmieszczenie geograficzne
Rodzaj obejmuje gatunki występujące naturalnie w Azji; introdukowany w wielu krajach Europy.

## Morfologia
Długość ciała samic 50,5–69 cm, samców 49,2–70,5 cm, długość ogona samic 15–20,5 cm, samców 15–23 cm; masa ciała samic 3–12,5 kg, samców 2,9–12,4 kg.  

## Systematyka
Rodzaj zdefiniował w 1838 roku holenderski zoolog Coenraad Jacob Temminck w artykule poświęconym ssakom Japonii opublikowanym na łamach Tijdschrift voor natuurlijke geschiedenis en physiologie. Temminck wymienił dwa gatunki – Canis viverrinus Temminck, 1839 i Canis procgonides Temminck, 1839 (= Canis procyonoides J.E. Gray, 1834) – z których gatunkiem typowym jest (późniejsze oznaczenie) Canis viverrinus Temminck, 1839.

### Etymologia
- Nyctereutes (Nycthereutes): gr. νυκτερευτης nuktereutēs ‘nocny myśliwy’[10].
- Ruscinalopex: etymologia niejasna, Kretzoi nie podał znaczenia nazwy rodzajowej[3]. Gatunek typowy (oryginalne oznaczenie): †Vulpes donnezani Depéret, 1890.
- Paratanuki: etymologia niejasna, Kretzoi nie podał znaczenia nazwy rodzajowej[4]; być może od gr. παρα para ‘blisko, obok’; jap. 狸 tanuki ‘jenot’. Gatunek typowy (oryginalne oznaczenie): †Mustela martelina Petényi, 1864 (= †Vulpes donnezani Depéret, 1890).

### Podział systematyczny
Do rodzaju należą następujące występujące współcześnie gatunki:
| Grafika | Gatunek                  | Autor i rok opisu | Nazwa zwyczajowa | Podgatunki   | Rozmieszczenie geograficzne | Podstawowe wymiary                        | Status IUCN |
| ------- | ------------------------ | ----------------- | ---------------- | ------------ | --- | ----------------------------------------- | ----------- |
|         | Nyctereutes procyonoides | (J.E. Gray, 1834) | jenot azjatycki  | 4 podgatunki | wschodnia Mongolia, południowo-wschodni Półwysep Koreański, wschodnia Chińska Republika Ludowa i północno-wschodni Wietnam; introdukowany w wielu krajach Europy | DC: 49–70 cm DO: 15–23 cm MC: 2,9–12,5 kg | LC          |
|         | Nyctereutes viverrinus   | (Temminck, 1838)  | jenot wiwerowaty | 2 podgatunki | endemit Japonii: Hokkaido, Honsiu, Sikoku, Kiusiu, Awaji, Sado i inne wyspy (z wyjątkiem na południu od Kiusiu),                                                 | brak danych                               | NE          |

Kategorie IUCN:  LC  – gatunek najmniejszej troski;  NE  – gatunki niepoddane jeszcze ocenie.
Opisano również gatunki wymarłe:
- Nyctereutes abdeslami Geraads, 1997[13] (Afryka; pliocen).
- Nyctereutes barryi Werdelin & Dehghani, 2011[14] (Afryka; pliocen).
- Nyctereutes donnezani (Depéret, 1890)[15] (Europa; pliocen).
- Nyctereutes lockwoodi Geraads, Alemseged, Bobe & Reed, 2010[16] (Afryka; pliocen).
- Nyctereutes megamastoides (Pomel, 1842)[17] (Europa; pliocen).
- Nyctereutes sinensis (Schlosser, 1903[18] (Azja; plejstocen).
- Nyctereutes terblanchei (Broom, 1948)[19] (Afryka; plejstocen).
- Nyctereutes tingi Tedford & Qiu Zhanxiang, 1991[20] (Azja; pliocen).
- Nyctereutes vinetorum (Bate, 1937[21] (Azja; plejstocen).
- Nyctereutes vulpinus Soria & Aguirre, 1976[22] (Europa; pliocen)